# ديفيد براون (مجدف)
ديفيد براون (بالإنجليزية: David Brown)‏ هو مجدف أمريكي، ولد في 16 مايو 1928 في والنوت كريك في الولايات المتحدة، وتوفي في 14 أغسطس 2004 في تالينت في الولايات المتحدة. حصل على ميدالية ذهبية في الثمانينيات في دورة الألعاب الأولمبية الصيفية عام 1948 ، بصفته عضوًا في الفريق الأمريكي. 

## وصلات خارجية
- دايفيد براون على موقع الاتحاد الدولي للتجديف (الإنجليزية)
- دايفيد براون على موقع اللجنة الأولمبية الدولية (الإنجليزية)
- دايفيد براون على موقع أوليمبيديا (الإنجليزية)